# 1912年民主党全国大会
1912年民主党全国大会 (1912 Democratic National Convention) は、1912年6月25日から7月2日までボルチモアで開催された。主な候補は、チャンプ・クラーク下院議長（ミズーリ州）とウッドロウ・ウィルソン州知事（ニュージャージー州）である。クラークは多くの代表と共に大会に参加したが、指名確保に必要とされる3分の2以上の多数を獲得した者はいなかった。長い膠着の果てに、民主党の元大統領候補ウィリアム・J・ブライアンはウィルソンへ支持票を投じ、ウィルソンは46度目の投票で指名された。
- 大統領候補：ウッドロウ・ウィルソン（ニュージャージー州）　州知事
- 副大統領候補：トマス・R・マーシャル（インディアナ州）　州知事
- 議長：オリー・M・ジェームズ（ケンタッキー州）　下院議員
- 臨時議長及び基調演説者：アルトン・B・パーカー（ニューヨーク州）　元首席判事、1904年の大統領候補者